# John Dominis
John Dominis (né le 27 juin 1921 à Los Angeles et mort le 30 décembre 2013  à Manhattan, à New York) est un photojournaliste américain.
Travaillant pour le magazine américain Life, il est surtout connu pour avoir pris la célèbre photo de Tommie Smith, John Carlos et Peter Norman lors de la remise des médailles du 200 mètres pendant les Jeux olympiques de Mexico.

## Biographie
John Frank Michael Dominis est le plus jeune des quatre enfants d'immigrés croates, Paul et Mamie Ostoja Dominis.
Il fait des études en cinéma à l'Université de Californie du Sud et sert dans l'armée comme photographe de guerre au Japon durant la Seconde Guerre mondiale. Il travaille par la suite comme photographe indépendant avant d'être embauché par le magazine Life en 1950 pour couvrir la Guerre de Corée. Dominis a couvert 6 olympiades. Une de ses plus célèbres photographies a été prise durant les JO de 68 lorsqu'il photographia Tommie Smith, John Carlos et Peter Norman pendant la remise des médailles.